# Metraniella
Metraniella är ett släkte av skalbaggar. Metraniella ingår i familjen vivlar.
Kladogram enligt Catalogue of Life:
| Metraniella | \| \| Metraniella nigrolineata \| \| \| \| |
|             | \| \| Metraniella nigrolineata \| \| \| \| |
|             | Metraniella nigrolineata                   |
|             |                                            |